# Късоопашато изумрудено колибри
Късоопашатото изумрудено колибри (Chlorostilbon poortmani) е вид птица от семейство Колиброви (Trochilidae).

## Разпространение
Видът е разпространен във Венецуела, Колумбия и Перу.